# Біоаналітична хімія
Біоаналітична хімія, або біоаналітика, біоаналіз — це підгалузь аналітичної хімії, що охоплює кількісне вимірювання ксенобіотиків (ліків, їхніх метаболітів та біологічних молекул у нефізіологічній концентрації або локалізації) та біотиків (макромолекули, білки, ДНК, метаболіти) у біологічних системах. Простими словами біоаналітична хімія розглядає питання аналітичної хімії в біохімії.
Вважається також і міждисциплінарною областю знань, в якій перетинаються аналітичні аспекти біології (біохімії) та медицини і біомедичні аспекти аналітичної хімії.

## Історія
Біоаналітична хімія виникла на зламі XX і XXI століть. Це було обумовлено назрілою необхідністю вирішення широкого кола проблем, в першу чергу біомедичних, і завдань генетичної діагностики зростаючих онкологічних і автоімунних захворювань.
З розвитком новітніх технологій із біоаналітичної пізніше виокремилися мікро- і нанобіоаналітика.

## Методи
У зв'язку зі складністю досліджуваних об'єктів в біоаналітичній хімії використовується практично весь спектр сучасних хімічних, фізико-хімічних, фізичних і біологічних методів аналізу, перш за все селективних і високочутливих. Одним з таких методів є люмінесцентний аналіз.
Фізичний метод мас-спектрометрія та фізико-хімічний хроматографія є основними у біоаналітичній хімії.